# Phabongkha
Phabongkha tib. Pha-bong-kha je starobylý klášter a poustevna severozápadně od Sery (Čína).
Na vysoké skále se nachází dalajlamovský palác s chrámem a uctívanou sochou bódhisattvy Avalókitéšvary. Podle pověsti byl klášter založen králem Songcän Gampem s devíti patry. Za vlády krále Langdarma, byla vrchní patra zbourána a ponechána pouze dvě spodní. Zbožní věřící přicházejí sem, aby vykonali 3333krát obchůzku kolem paláce, což jim trvá přibližně 10 až 15 dní.
Po věřící jsou v místě příbytky pro mnichy a dvorana k společným bohoslužbám.